# メイール・ダガン
メイール・ダガン（ヘブライ語: מאיר דגן, Meir Dagan, 1945年 - 2016年3月17日）は、イスラエルの軍人で退役少将。対テロ、アラブ問題の専門家でイスラエル諜報特務庁（モサド）長官を務めた。

## 経歴・軍歴

### 出生
ソビエト連邦（現在のウクライナ）のヘルソンで出生する。一族のほとんどはホロコーストによって殺害され、両親がシベリアからポーランドへ避難する最中のことであった。生名はメイール・フーベルマン（Meir Huberman）といった。1950年に家族と共にイスラエルに移住し、ロッドの貧しい地域で洗濯屋の息子として育つ。美術を好んだダガンはテルアビブ大学に進学し、絵画と彫刻を学んだ。

### イスラエル軍人として
1963年にイスラエル国防軍に入隊したダガンは、その後イスラエルの特殊部隊サイェレット・マトカルに志願する。ダガンは射撃の名手であったものの入隊試験には失敗し、第35"ツァンハニム"空挺旅団の隊員として勤務した。1967年には第三次中東戦争に参加。戦闘中に地雷によって足に障害を負うが、このことがきっかけで看護師であった妻と出会い結婚。3子を儲ける。
1970年代初頭にはガザ地区に派遣される。第三次中東戦争でイスラエルが占領したガザではテロが日常茶飯事となっており、1971年1月2日に児童が殺害された事件をきっかけに、アリエル・シャロン（のちの首相）は旧友と若い優秀な兵士を集めて新たな部隊を編成した。ダガンは新たな部隊の中に対テロ部隊「リモン」（後の「ドゥヴデヴァン」、「シムション」部隊）を創設することを提案し、自ら隊長に就任する。リモンの隊員はアラブ人に変装してガザ地区やヨルダン川西岸地区に潜入して情報収集を行い（ミスタアラビム 参照）、数多くのテロリストを殺害して恐れられた。メイール・ダガン自身も作戦参加しており、1971年にテロリストを武装解除した際の功績として"勇気記章"を授与されている。
また、レバノン内戦に伴って1978年に行なわれたリタニ作戦 に伴ってレバノンに入り、南レバノン軍の創設者の1人となる。1982年に発生したレバノン戦争の際には第188"バラク"機甲旅団の指揮官として再びレバノンに入り、まもなく警戒区域の司令官に就任すると、こちらでもゲリラ戦士として活動して周囲から「闇世界の帝王」と恐れられた。
1991年に当時の参謀総長エフード・バラック（のちの首相）のインティファーダ問題担当補佐官となると、バラックとともにヨルダン川西岸地区を乗用車で走り回って偵察活動を行った。1992年には作戦部長補佐官に任命され、50歳になった1995年に少将として退役する。

### モサド長官として
退役したダガンは友人と旅行に出かけていたが、イツハク・ラビン首相暗殺がきっかけで1996年5月、シモン・ペレス内閣時に首相府のテロリズム対策部次長に任命される。同年6月、ベンヤミン・ネタニヤフの首相就任とともに同部長となる。1997年10月、アンマンでのハマースの指導者の暗殺の失敗により辞任。
2000年末にはかつての上司であるシャロンのためにリクードの選挙本部に加わる。1999年末から2000年始めにかけて、イスラエル諜報特務庁（モサド）、イスラエル総保安庁（シャバック）いずれの長官も引き受けないと公言していた。2002年には一線を退き、故郷のガリラヤにこもって趣味の絵画や彫刻に打ち込んでいた。
しかし、隠居生活はまたも中断されることとなる。アリエル・シャロン首相の要請によってダガンはモサド長官に就任することとなる。決め手となったのはシャロンの「口の中に短剣を隠し持つ男をモサド長官に据える必要がある」という言葉であった。門外漢であったダガンは当初モサドに歓迎されず、ダガンのやり方に抗議して幹部が辞任するといったトラブルがあったものの、オペレーション（秘密作戦）を重視したダガンは作戦部門の再編成、他国の情報機関との連携を密にするといった改革を行い、その結果ヒズボラの幹部イマード・ムグニエの暗殺やシリアの原子炉の破壊、イランの核開発計画の阻止といった成果を挙げると評判も改善していった。
しかし2010年1月にドバイでハマース幹部を暗殺した際、偽造旅券を同組織の工作員が使用していた疑惑が浮上 。これにより、更迭への流れが強まり、同年11月に退任へと至る。また、ダガン更迭を巡ってはネタニヤフ首相との確執も囁かれている。イスラエルが最大の脅威と位置づけるイランの核開発問題を巡って両者の認識は大きく食い違っており、ダガンが核武装の実現が2015年と位置付けているのに対し、ネタニヤフは核武装実現はそれ以前に成され、実現阻止の為に先制攻撃も辞さない考えを示している 。

### その後
退任後の2011年にはイスラエル港湾局長官に任命され、また「ガリバー・エナジー」の会長に任命された。「ガリバー・エナジー」は死海地域でウランを採掘するほか、エイラート近辺で金を採掘している会社である。
2012年10月17日のこと、ダガンは病気のためベラルーシで10月7日に肝臓移植を受け、無事成功したと報じられた。イスラエルの基準では肝臓移植は65歳までの患者しか行う事が出来ないため、海外で治療を行ったものとみられている。イスラエルの外務大臣アヴィグドール・リーベルマンもダガンが治療を受けられるようサポートした。
10月27日に帰国すると、イチロフ病院（Ichilov Hospital）に入院し無事退院した。入院には親しいラビのアブラハム・エルメレク・フィレール（Avraham Elimelech Firer）が付き添っており、感謝したダガンは新たなリハビリセンターを作るための基金に寄付を行った。
2016年3月、死去。71歳没。

## 人物
ベジタリアンである。趣味は絵画と彫刻で、クラシック音楽を好んで聴く。また歴史書を愛読し、定年後は友人とオートバイで旅行に出かけるなど、多趣味な人物である。
軍人時代はチェコのルコフでナチス親衛隊に殺害された祖父の写真を常に職場の壁に掲げてユダヤ人の受けた苦しみを思い出し、自分を奮い立たせていたという。
また、様々な任務をこなしてきたダガンは数多くの武勇伝を残している。以下に著名なものを挙げる。
- サイェレット・マトカルに志願した際、コマンドナイフを狙った的にすべて当ててみせ、当時マトカルに属していたダニー・ヤトム（のちの第8代モサド長官）を驚かせたという[6]。
- ガザ時代の1971年1月29日のこと、タクシーの中にテロリストのアブ・ニメルが載っているのを発見したダガンは部下にタクシーを包囲させたところ、中にいたニメルは手榴弾を取り出した。ダガンは「手榴弾！」と叫ぶととっさに手榴弾を素手でつかみ取り、アブ・ニメルを素手で殺害した。この功績により、ダガンは勇武勲章を受章した[21]。
- 1971年の夏のこと、ダガンはリモンの隊員を率いてガザ地区北部のベイトラヒア地区のPFLP幹部を暗殺した。この際、ダガンのチームはベイトラヒアに潜入するために付近の海上でイスラエル軍の水雷艇まで使って偽の戦闘を演じ、海岸に「漂着」すると地元民を通じて幹部をおびき出して全員を殺害した[22]。